# مولد نجم (فلم 2018)
مولد نجم (بالإنجليزية: A Star Is Born) هو فيلم دراما غنائي أمريكي بطولة برادلي كوبر وليدي غاغا ،هذه هي النسخة الثالثة من فيلم مولد نجم لويليام أي. ويلمان، الذي صدر في عام 1937. 
بدأت نقاشات حول عمل فيلم مولد نجم من جديد في عام 2011 مع تولي كلينت إيستوود وبيونسيه دور البطولة. الفيلم بقي في حيز التطوير لعدة سنوات مع ممثلين مختلفين اقتربوا من المشاركة في البطولة، بما في ذلك كريستيان بايل ، ليوناردو دي كابريو ، ويل سميث ، وتوم كروز. في مارس 2016 ، وقع برادلي كوبر على أن يقوم ببطولة وإخراج الفيلم، وانضمت ليدي غاغا إلى فريق التمثيل في أغسطس 2016. وبدأ التصوير الرئيسي في مهرجان الموسيقى في مهرجان كوتشيلا فالي للموسيقى والفنون في أبريل 2017.
عرض الفيلم لأول مرة في مهرجان البندقية السينمائي الدولي الخامس والسبعين في 31 أغسطس 2018 ، وصدر في الولايات المتحدة في 5 أكتوبر، 2018 من قبل وارنر بروس. تلقى الفيلم اشادة من النقاد

## طاقم العمل
- برادلي كوبر في دور جاكسون ماين، مطرب ومؤلف أغاني.[1]
- لايدي غاغا في دور آلي، مغنية وكاتبة أغاني غير معروفة.
- سام إليوت في دور بوبي ماين، شقيق جاكسون الأكبر ومديره.
- ديف تشابيل في دور نودلز، صديق جاكسون المقرب، موسيقي متقاعد.
- أندرو ديس كلاي في دور لورنزو، والد ألي.
- أنتوني راموس، في دور رامون، صديق ألي.
- بوني سومرفيل في دور سالي كامينغز
- مايكل هارني في دور وولف، سائق ليمو.
- رافي غافرون في دور ريز، منتج موسيقى ومدير آلي.

## قصة الفيلم
جاكسون ماين (برادلي كوبر)، نجم موسيقى كانتري على حافة التراجع في مستواه، يكتشف فتاة موهوبة مغمورة تُدعى آلي جيرمانوتا (ليدي جاجا). عندما تشرع علاقة عاطفية بينهما في التأجج، يقوم جاكسون بدفع جيرمانوتا إلى دائرة الضوء والشهرة. وبينما تقطع آلي مسيرتها بنجاح، يعاني جاك صعوبة في الحفاظ على مجده الذي يخبو.

## روابط خارجية
- مقالات تستعمل روابط فنية بلا صلة مع ويكي بيانات